# Сінтія Вудгед
Сінтія Вудгед (англ. Cynthia Woodhead, 7 лютого 1964) — американська плавчиня.
Призерка Олімпійських Ігор 1984 року.
Чемпіонка світу з водних видів спорту 1978 року.
Переможниця Панамериканських ігор 1979, 1983 років.